# Judy Blume
Judy Blume, född Judith Sussman den 12 februari 1938 i Elizabeth, New Jersey, är en amerikansk författare. Hon har skrivit många romaner för barn och yngre tonåringar. Hennes böcker har totalt sålt i över 90 miljoner exemplar och översatts till 31 språk. I sina böcker tar hon ofta upp många svåra och brännande frågor för barn och ungdomar, bland annat frågor om vänskap, religion, äktenskap, skilsmässa, kropp och sexualitet.